# Astragalus ghanbarianii
Astragalus ghanbarianii es una especie de planta del género Astragalus, de la familia de las leguminosas, orden Fabales.

## Distribución
Astragalus ghanbarianii se distribuye por Irán.

## Taxonomía
Fue descrita científicamente por Maassoumi, Podlech & Zarre. Fue publicada en Novon 19: 136 (2009).